# 第二阪和国道
第二阪和国道（だいにはんわこくどう）は、大阪府堺市堺区翁橋町から和歌山県和歌山市元寺町に至る都市計画道路である。本記事は大阪府阪南市から和歌山県和歌山市にかけての区間を中心に述べる。

## 概要
都市計画道路大阪堺線に指定されている阪神高速15号堺線の終点を起点とし、都市計画道路としては53.4 kmで、大阪府内の堺市から阪南市にかけては、大阪府道204号堺阪南線が旧道にあたる。また、阪南市自然田から和歌山県和歌山市元寺町にかけての延長20.6 km区間は1995年（平成7年）3月に地域高規格道路に指定されている。2017年4月1日に全線開通。
地域高規格道路区間では主に自動車専用道路（専用部）として整備されており、側道（一般部）は起点から1.8 km、大谷ランプから1.1 kmの2か所のみである。
2017年4月1日に、国道26号（阪南 - 和歌山）が第二阪和国道に一本化されて、旧道は和歌山県道・大阪府道752号和歌山阪南線へ移管。

## 各事業区間

### 起点 - 深日ランプ間
計画諸元
- 起点 : 大阪府阪南市自然田
- 終点 : 大阪府泉南郡岬町深日（深日ランプ）
- 延長 : 11.2 km（専用部）、1.8 km（一般部）
- 規格 : 第3種第1級（起点 - 石田ランプ）、第1種第3級（石田ランプ - 深日ランプ）[7]
- 設計速度 : 80 km/h（専用部）、40 km/h（一般部）[7]
- 車線 : 暫定2車線（完成4車線）（専用部）、2車線（一般部）[7]

沿革
- 1988年（昭和63年）2月 : 都市計画決定（岬町）
- 1988年（昭和63年）3月 : 都市計画決定（阪南市）
- 1988年（昭和63年）度 : 起点から岬町淡輪までの区間が事業化
- 1994年（平成6年）度 : 事業化区間が地域高規格道路計画路線に指定、翌年には整備区間となる。
- 1995年（平成7年）度 : 着工
- 2003年（平成15年）4月 : 起点 - 箱作ランプ間開通
- 2004年（平成16年）6月 : 箱作ランプ - 箱ノ浦ランプ間開通
- 2005年（平成17年）3月 : 既指定区間以外の区間が整備区間となり、同年度中に事業化。
- 2011年（平成23年）3月26日 : 箱ノ浦ランプ - 淡輪ランプ間開通
- 2017年（平成29年）4月1日 : 淡輪ランプ - 深日ランプ間開通[8]。

### 和歌山岬道路
計画諸元
- 起点 : 大阪府泉南郡岬町深日（深日ランプ）
- 終点 : 和歌山県和歌山市大谷（大谷ランプ）
- 延長 : 7.2 km
- 規格 : 第1種第3級[7]
- 設計速度 : 80 km/h[7]
- 車線 : 暫定2車線（完成4車線）
- 幅員 : 20.5 m（完成4車線時）

沿革
- 2007年（平成19年）度 : 事業化
- 2015年（平成27年）9月12日 : 平井ランプ - 大谷ランプ間開通[9]
- 2017年（平成29年）4月1日 : 深日ランプ - 平井ランプ間開通（孝子ランプを除く）[8]
- 2017年（平成29年）10月7日 : 孝子ランプ開通[10]

### 和歌山北バイパス
和歌山北バイパス（わかやまきたバイパス）は、和歌山市大谷から同市元寺町に至る延長2.2 kmのバイパス道路である。2003年（平成15年）4月2日に、JRとの立体交差部を除く全線の供用を開始し、紀の国大橋が建設されたことで、紀ノ川を渡河する周辺道路の渋滞が改善された。また、2008年（平成20年）10月にはJR紀勢本線の立体工事が完了した。
専用部においての原付等の走行は禁止されていない。
ただし、大谷ランプ以北（和歌山岬道路）は自動車専用道路のため、大谷ランプ付近に退出指示の看板がある。
計画諸元
- 起点 : 和歌山県和歌山市大谷[14]（大谷ランプ）
- 終点 : 和歌山県和歌山市元寺町[14]
- 延長 : 2.2 km（専用部）[14]、1.1 ㎞（一般部）
- 規格 : 第3種第1級（専用部）、第3種第2級（一般部）[14]
- 設計速度 : 80 km/h（専用部）、50 km/h（一般部）[14]
- 車線 : 4車線（専用部）、2車線（一般部）[14]

沿革
- 1988年（昭和63年）度 : 事業化
- 1988年（昭和63年）3月 : 都市計画決定
- 1990年（平成2年）度 : 用地買収に着手
- 1995年（平成7年）度 : 地域高規格道路に指定
- 1996年（平成8年）度 : 着工
- 2003年（平成15年）4月2日 : 供用開始（暫定）
- 2008年（平成20年）10月4日 : JR紀勢本線紀和駅の高架化により、嘉家作踏切における平面交差を解消する[15][16]。

## インターチェンジなど（専用部）
- IC番号欄の背景色が■である区間は既開通区間に存在する。施設欄の背景色が■である区間は未開通区間または未供用施設に該当する。
- (数字)は、他路線の番号。<数字>は、予定番号。
- 英略字は以下の項目を示す。
IC：インターチェンジ、JCT：ジャンクション、SA：サービスエリア、PA：パーキングエリア、TB：本線料金所、BS：バスストップ
- 未開通区間のJCT/IC名は仮称。
- BS（バス停留所）のうち、○は運用中、◆は休止中の施設。無印はBSなし。

| IC 番号            | 施設名             | 接続路線名                                           | 起点から の距離    | 備考                                 | 所在地             | 所在地             |
| 国道26号に平面接続 | 国道26号に平面接続 | 国道26号に平面接続                                   | 国道26号に平面接続 | 国道26号に平面接続                   | 国道26号に平面接続 | 国道26号に平面接続 |
| ------------------ | ------------------ | ---------------------------------------------------- | ------------------ | ------------------------------------ | ------------------ | ------------------ |
| -                  | （起点）           | 国道26号                                             | 0.0                | 幡代交差点付近                       | 大阪府             | 阪南市             |
| -                  | 石田ランプ         | 国道26号（一般部） 大阪府道257号自然田鳥取荘停車場線 | 1.3                | 和歌山方面出入口 阪和道 阪南IC最寄り | 大阪府             | 阪南市             |
| -                  | 貝掛ランプ         |                                                      | 3.4                | 大阪方面出入口                       | 大阪府             | 阪南市             |
| -                  | 箱作ランプ         |                                                      | 4.5                |                                      | 大阪府             | 阪南市             |
| -                  | 箱ノ浦ランプ       | 大阪府道752号和歌山阪南線                            | 6.2                | 大阪方面出入口                       | 大阪府             | 阪南市             |
| -                  | 淡輪ランプ         | 大阪府道752号和歌山阪南線                            | 9.0                | 出入口で道の駅みさきに接続           | 大阪府             | 岬町               |
| -                  | 深日ランプ         | 大阪府道752号和歌山阪南線                            | 11.2               | 大阪方面出入口                       | 大阪府             | 岬町               |
| -                  | 孝子ランプ         | 大阪府道752号和歌山阪南線                            | 13.1               | 和歌山方面出入口                     | 大阪府             | 岬町               |
| -                  | 平井ランプ         | 中平井線                                             | 16.7               | ふじと台への最寄り出入口             | 和歌山県           | 和歌山市           |
| -                  | 大谷ランプ         | 和歌山県道7号粉河加太線                              | 18.4               |                                      | 和歌山県           | 和歌山市           |
| -                  | 粟ランプ           | 国道26号（一般部） 和歌山県道140号善明寺北島線       | 19.5               | 和歌山方面出入口                     | 和歌山県           | 和歌山市           |
| -                  | 紀の国大橋         | -                                                    | -                  |                                      | 和歌山県           | 和歌山市           |
| -                  | （終点）           | 国道24号                                             | 20.6               | 元寺町五丁目交差点付近               | 和歌山県           | 和歌山市           |
| 国道24号に平面接続 |                    |                                                      |                    |                                      |                    |                    |

## 交通量
平日24時間交通量（台）（上下合計）
- 斜字は推計値を示す。

### 専用部
| 区間                      | 平成17年度 （2005年度） | 平成22年度（2010年度） | 平成22年度（2010年度） | 備考 | 所在地   |
| ------------------------- | ----------------------- | ---------------------- | ---------------------- | ---- | -------- |
| 区間                      | 平成17年度 （2005年度） | 台数                   | 混雑度                 | 備考 | 所在地   |
| 起点 - 石田ランプ         | 23,093                  | 17,502                 | 0.81                   |      | 大阪府   |
| 石田ランプ - 貝掛ランプ   | 26,658                  | 20,588                 | 1.72                   |      | 大阪府   |
| 貝掛ランプ - 箱作ランプ   | 25,305                  | 20,588                 | 1.72                   |      | 大阪府   |
| 箱作ランプ - 箱ノ浦ランプ | 20,146                  | 14,908                 | 1.53                   |      | 大阪府   |
| 箱ノ浦ランプ - 淡輪ランプ | 調査時未開通            | 調査時未開通           | 調査時未開通           |      | 大阪府   |
| 調査時未開通              |                         |                        |                        |      |          |
| 大谷ランプ - 粟ランプ     | 15,466                  | 15,993                 | 0.96                   |      | 和歌山県 |
| 粟ランプ - 元寺ランプ     | 25,351                  | 26,096                 | 1.26                   |      | 和歌山県 |

### 一般部
| 区間              | 平成17年度 （2005年度） | 平成22年度（2010年度） | 平成22年度（2010年度） | 備考 | 所在地   |
| ----------------- | ----------------------- | ---------------------- | ---------------------- | ---- | -------- |
| 区間              | 平成17年度 （2005年度） | 台数                   | 混雑度                 | 備考 | 所在地   |
| 起点 - 石田ランプ | 7,317                   | 5,465                  | 0.43                   |      | 大阪府   |
| 大谷ランプ        | 5,379                   | 5,561                  | 0.43                   |      | 和歌山県 |

## ギャラリー
全て大阪府内。

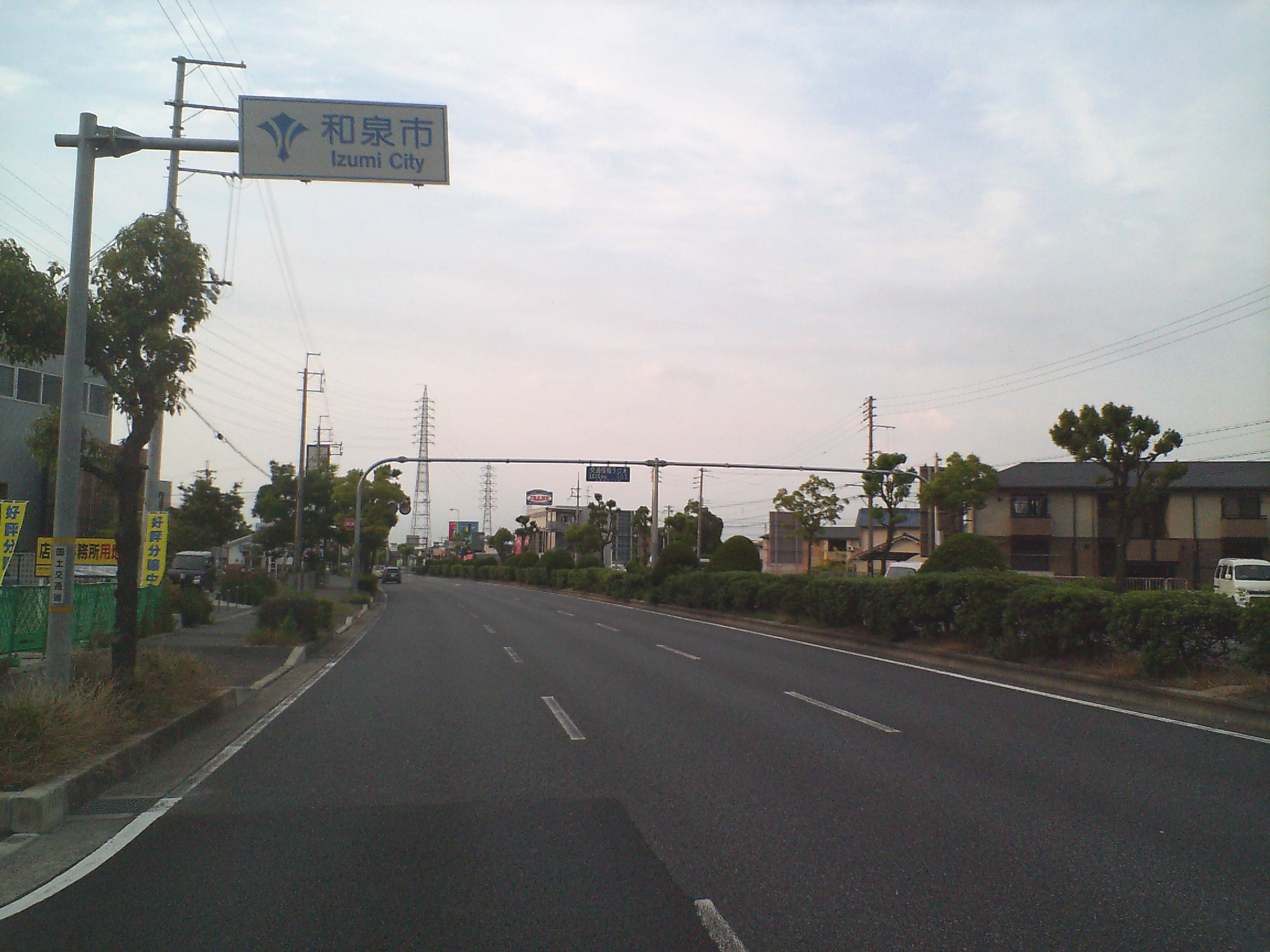
和泉市内
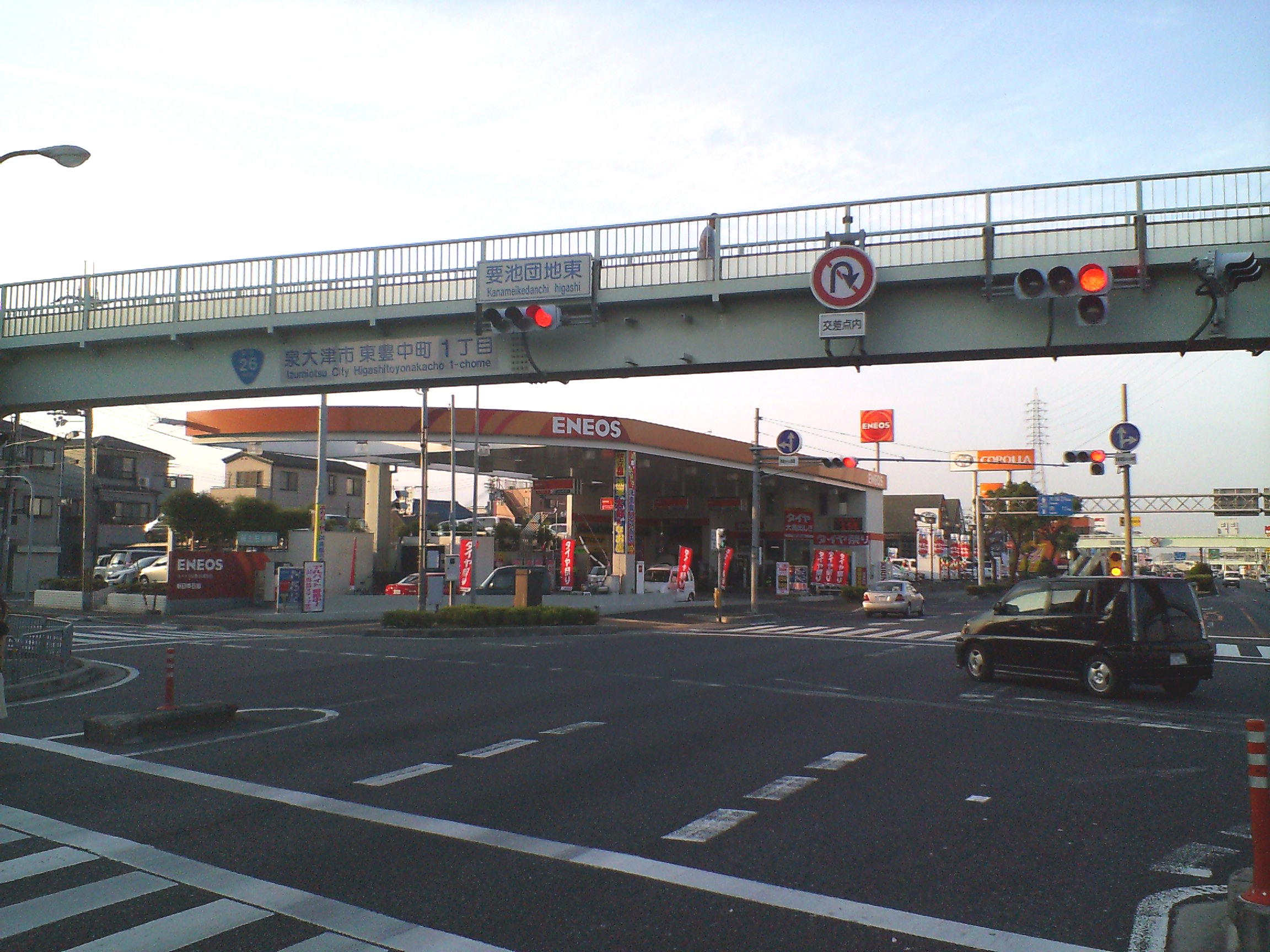
泉大津市・要池団地東交差点
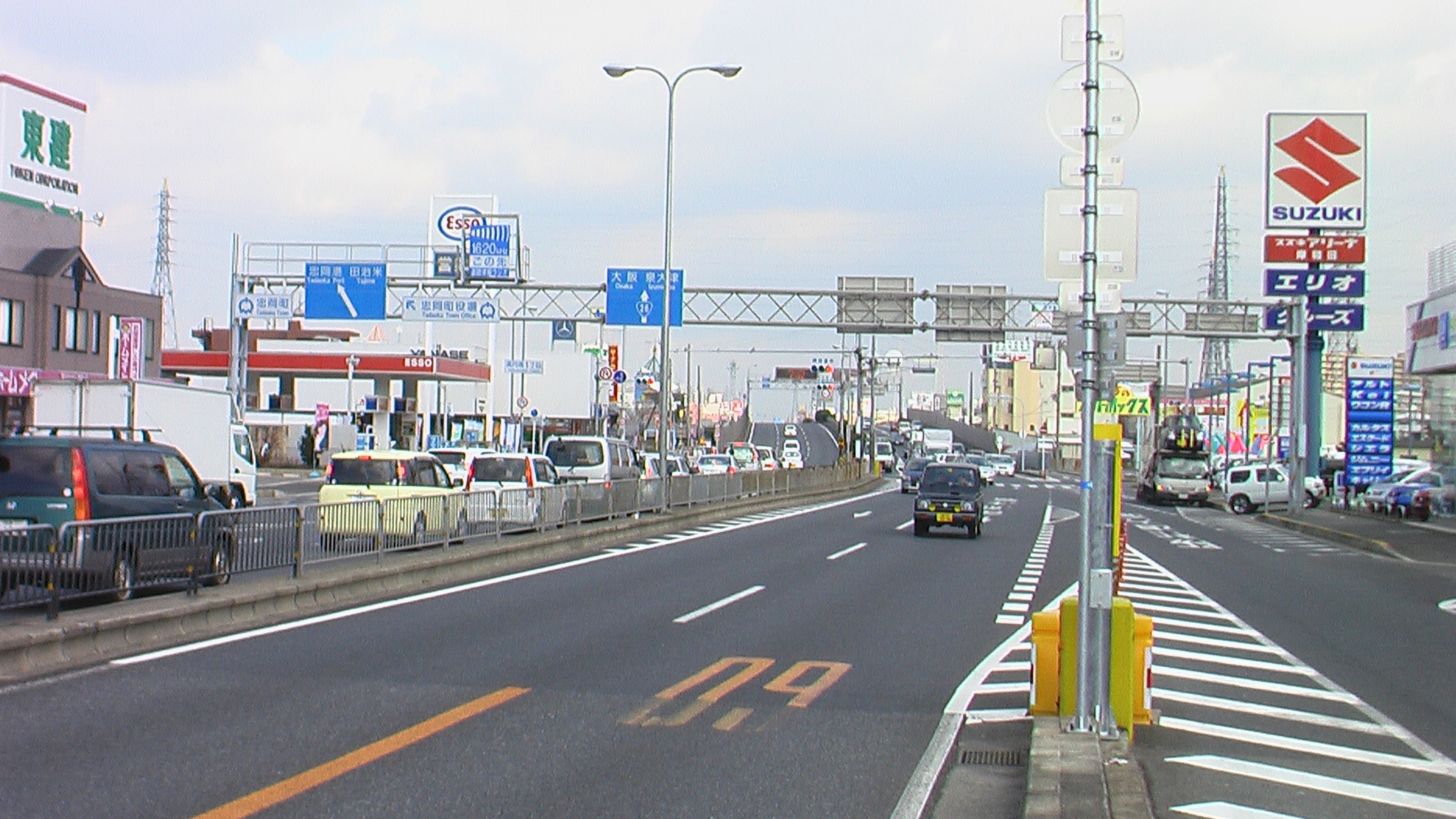
泉北郡忠岡町内
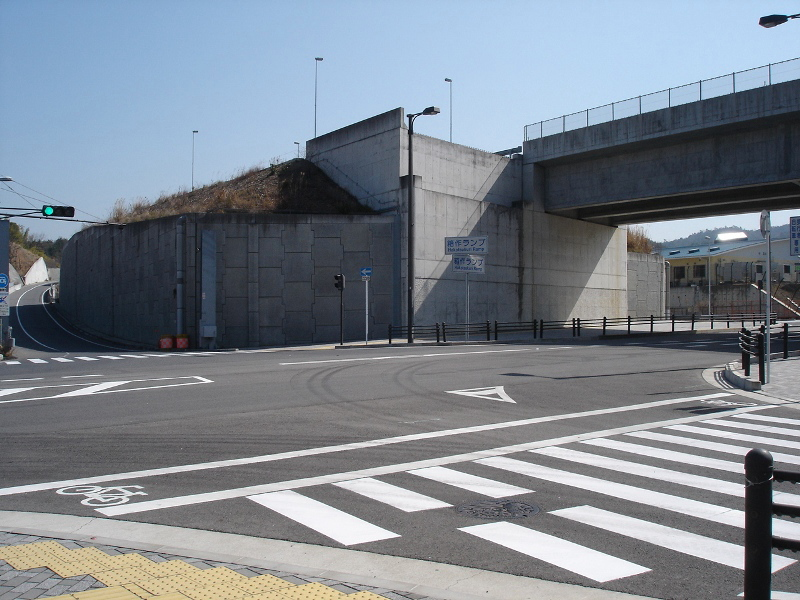
阪南市・箱作ランプ
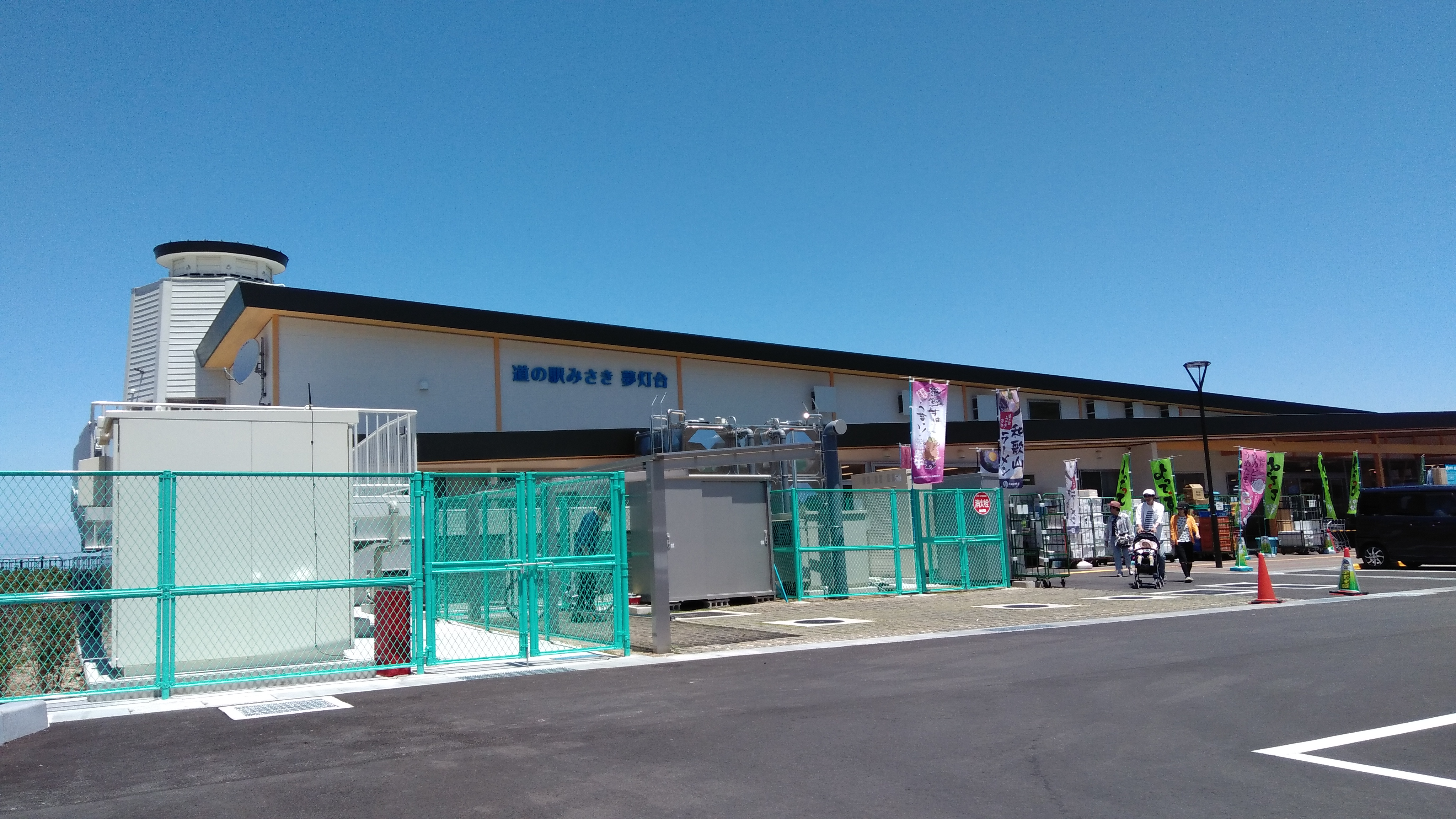
淡輪ランプに併設する道の駅みさき